# Husina Kobugabe
Husina Kobugabe (21 marzo 2001) è una giocatrice di badminton ugandese.

## Palmarès
- Campionati africani

Il Cairo 2020: bronzo nel doppio femminile
Kampala 2021: bronzo nel doppio femminile
Kampala 2022: bronzo nel singolo femminile
Benoni 2023: bronzo nel singolo femminile e nel doppio femminile.